# Xã Mary, Quận Norman, Minnesota
Xã Mary (tiếng Anh: Mary Township) là một xã thuộc quận Norman, tiểu bang Minnesota, Hoa Kỳ. Năm 2010, dân số của xã này là 83 người.